# Aeroportul Sir Gaëtan Duval
Aeroportul Sir Gaëtan Duval (IATA: RRG, ICAO: FIMR) este un aeroport din Insula Rodrigues, Mauritius.
Situat la o altitudine de 29 m, aeroportul dispune de o singură pistă.